# Culture Beat
Culture Beat este o trupă germană de muzică Eurodance, din care fac parte solista Tania Evans, Jay Supreme, producătorul fiind Torsten Fenslau.
Cel mai mare șlagăr al lor este Mr. Vain, fiind una dintre cele mai populare piese din topurile europene și americane (U.S. Hot 100) din 1993.